# Tania Luiz
Tania Luiz (* 28. August 1983 in Ernakulam) ist eine australische Badmintonspielerin. 

## Karriere
Tania Luiz nahm 2008 im Badminton im Damendoppel an Olympia teil. Sie startete dabei mit Eugenia Tanaka und schied in der ersten Runde aus. Bereits 2006 hatte sie zwei nationale Titel in Australien gewonnen. Im gleichen Jahr holte sie auch Bronze bei der Ozeanienmeisterschaft ebenso wie zwei Jahre später.

## Sportliche Erfolge
| Saison | Veranstaltung                     | Disziplin   | Platz | Name                        |
| ------ | --------------------------------- | ----------- | ----- | --------------------------- |
| 2004   | Ballarat International            | Mixed       | 2     | Stuart Brehaut / Tania Luiz |
| 2005   | Australian International          | Mixed       | 2     | Stuart Brehaut / Tania Luiz |
| 2006   | Australien: Einzelmeisterschaften | Mixed       | 1     | Ross Smith / Tania Luiz     |
| 2006   | Australien: Einzelmeisterschaften | Dameneinzel | 1     | Tania Luiz                  |
| 2006   | Victorian International           | Mixed       | 3     | Ross Smith / Tania Luiz     |
| 2006   | Ozeanienmeisterschaft             | Dameneinzel | 3     | Tania Luiz                  |
| 2007   | Samoa Future Series               | Damendoppel | 1     | Susan Dobson / Tania Luiz   |
| 2007   | Victorian International           | Damendoppel | 3     | Tania Luiz / Eugenia Tanaka |
| 2008   | Peru International                | Damendoppel | 1     | Eugenia Tanaka / Tania Luiz |
| 2008   | Ozeanienmeisterschaft             | Damendoppel | 3     | Tania Luiz / Eugenia Tanaka |